# ニコラス・オストラ
ニコラス・オストラ（Nicholas Ostler、1952年5月20日 - ）はイギリスの言語学者で著述家。オストラはオックスフォード大学ベリオール・カレッジで学び、ギリシャ語、ラテン語、哲学と経済学を専攻し学士号を取得した。後にマサチューセッツ工科大学でノーム・チョムスキーのもとで学び、言語学とサンスクリット語を学び博士号を取得した。
2005年の著書『Empires of the Word: A Language History of the World 』では記録で辿れる人類の歴史を通しての言語の広がりについて記述している。同書はアッカド語とアラム語を含む様々なメソポタミアのセム語の広がりを記述、説明し、 何世紀にもわたる中国語のレジリエンスについて考察し、東西ローマ帝国でのラテン語の広がりの差異について調べるとともに、他の世界の（歴史上の）言語の広がりについても述べている。